# Strela-3
Il missile portatile Strela-3, noto come SA-14 "Gremlin", era un modello molto migliorato rispetto agli SA-7, per via di un missile con testata raffreddata a liquido criogenico, di cui vi è un contenitore sotto al lanciatore. È un'arma assai temibile alle sue tipiche quote medio-basse, e più letale anche quando colpisce il bersaglio, entro i 5 km.